# 1826
Промислова революція •  Російська імперія • Незалежність країн Латинської Америки • Грецька революція

## Геополітична ситуація
У Росії править імператор Микола I (до 1855). Російській імперії належить більша частина України, значна частина Польщі, Грузія, частина Закавказзя, Фінляндія, Аляска. Україну розділено між двома державами — Королівство Галичини та Володимирії належить Австрії, Правобережжя, Лівобережжя та Крим — Російській імперії. Задунайська Січ існує під протекторатом Османської імперії.
В Османській імперії править султан Махмуд II (до 1839). Під владою османів перебувають Близький Схід та Єгипет, Середземноморське узбережжя Північної Африки, частина Закавказзя, значні території в Європі: Греція, Болгарія і Сербія. Васалами османів є Волощина та Молдова. Триває Грецька революція.
Австрійську імперію очолює Франц II (до 1835). Вона охоплює, крім власне австрійських земель, Угорщину з Хорватією, Трансильванію, Богемію, Північну Італію. Король Пруссії — Фрідріх-Вільгельм III (до 1840). Баварське королівство очолює Людвіг I (до 1848). Австрія, Пруссія, Баварія та інші німецькомовні держави об'єднані в Німецький союз.
У Франції королює Карл X (до 1830). Франція має колонії в Карибському басейні, Південній Америці та Індії. На троні Іспанії сидить Фернандо VII (до 1833). Королівству Іспанія належать частина островів Карибського басейну, Філіппіни. Об'єднані провінції Ріо-де-ла-Плати, Велика Колумбія, Мексика, Центральноамериканська федерація, Болівія добились незалежності від іспанської корони. У Португалії Жуана VI змінила на троні Марія II (до 1828). Португалія має володіння в Африці, в Індії, в Індійському океані й Індонезії. У Бразильській імперії править Педру I (до 1834).
У Великій Британії королює Георг IV (до 1830). Британія має колонії в Північній Америці, на Карибах та в Індії. Королівство Нідерланди очолює Віллем I (до 1840). Король Данії та Норвегії — Фредерік VII (до 1863), на шведському троні сидить Карл XIV Юхан Бернадот (до 1844). Італія розділена між Австрією та Королівством Обох Сицилій. Існує Папська держава з центром у Римі.
Сполучені Штати Америки займають територію частини колишніх британських колоній та купленої у Франції Луїзіани. Посаду президента США обіймає Джон Квінсі Адамс. Територія на півночі північноамериканського континенту належить Великій Британії, вона розділена на Нижню Канаду та Верхню Канаду, територія на півдні та заході континенту належить Мексиці.
В Ірані при владі Каджари. Британська Ост-Індійська компанія захопила контроль майже над усім Індостаном. У Пенджабі існує Сикхська держава. У Бірмі править династія Конбаун, у В'єтнамі — династія Нгуєн. У Китаї володарює Династія Цін. У Японії триває період Едо.

## Події

### В Україні
- 3 січня повстання Чернігівського полку завершилося поразкою.

### У світі
- 8 лютого унітарист Бернардіно Рівадавія став президентом Аргентини.
- 24 лютого підписанням договору Яндабу завершилася Перша англо-бірманська війна. Британська Ост-Індська компанія отримала Ассам, Маніпур та інші території.
- 10 березня помер король Поругалії Жуан VI. Його син Педру прибув із Бразилії, щоб успадкувати королівство, потім поступився своїй доньці Марії.
- 14—15 червня турецький султан Махмуд II придушив заколот яничарів.
- 22 червня конгрес у Панамі безуспішно намагався об'єднати американські республіки.
- 26 липня відбулася остання страта іспанською інквізицією.
- 18 серпня Александр Гордон Ленг першим із європейців добрався до Тімбукту.
- Британська Ост-Індська компанія заснувала Стрейтс-Сетлментс.
- Почалася Російсько-перська війна.

### В економіці та господарстві
- Засновано Паризьку біржу.
- В Уельсі побудовано підвісний міст через Менай.

### У науці
- Микола Лобачевський опублікував свою систему неевклідової геометрії.
- Антуан-Жером Балар виділив хімічний елемент Бром.
- Жозеф Нісефор Ньєпс зробив першу в світі фотографію «Вид із вікна в Ле Гра».

### У культурі
- Фенімор Купер опублікував роман «Останній із могікан».
- Почала виходити французька газета Le Figaro.
- Вільгельм Гауфф надрукував другий «Альманах казок».
- Засновано Університетський коледж Лондона.

## Народились
Дивись також Категорія:Народились 1826
- 1 травня — Юліян Куїловський-Сас, український церковний діяч, греко-католицький митрополит
- 26 травня — Річард Кристофер Керрінгтон, англійський астроном

## Померли
Дивись також Категорія:Померли 1826
- 4 липня — Джон Адамс, один з лідерів американської революції, другий президент США.
- 4 липня — Томас Джефферсон, 3-й президент США (1801—1809), один з авторів Декларації незалежності.
- 23 листопада — Йоганн Елерт Боде, німецький астроном